# Чистяков, Иоасаф Иванович
Иоасаф Иванович Чистяков (2 (14) июня 1870—23 августа 1942) — математик, профессор МГУ.

## Биография
Родился в семье курского священника. Окончил курскую гимназию. В 1888 году поступил на физико-математический факультет Московского университета, который окончил в 1893 году, представив сочинение «Бернуллиевы числа», которое было удостоено золотой медали и напечатано в «Учёных записках Московского университета» и отдельным изданием (М.: Унив. тип., 1895. — [2], II, 142 с.). После окончания университета был оставлен в нём для приготовления к профессорскому званию на кафедре математики по специальности «анализ и теория чисел».
В 1895 году начал активную преподавательскую деятельность, вёл курсы по различным разделам математики, истории и методики преподавания математики во многих средних и высших учебных заведениях: Московском инженерном училище, Высшем педагогическом институте им. Шелапутина, Московских высших женских курсах, 1-м МГУ (физмат), Тверском педагогическом институте (зав. кафедрой), 1-м МГУ (химфак, зав. кафедрой), Московской горной академии, Московском нефтяном институте и по совместительству в Академии гражданского воздушного флота (проф., зав. кафедрой); руководил занятиями по математике на курсах для школьных преподавателей в Москве, Ельце, Курске, Владимире, Пскове. В 1902 году Чистяков основал журнал «Математическое образование», главным редактором которого был бессменно до 1917 года. В 1911—1914 годах был членом организационных комитетов по устройству 1-го и 2-го всероссийских съездов преподавателей математики.
После Октябрьской революции, участвовал в реформе средней школы, возглавлял особую комиссию по составлению новых математических программ для педагогических вузов (были напечатаны, составленные им: Программы для совпартшкол. — М.-Л., 1933; Методика алгебры. Для высш. педагог. учеб. заведений и для преподавателей средней школы. — М., 1934). В 1920—1930 годах И. И. Чистяков — профессор кафедры математики физико-математического факультета, а в 1929—1930 — заведующий кафедрой математики химического факультета. В 1935 году был арестован, выслан в Томск, где работал в качестве штатного профессора Томского пединститута и по совместительству в Томском государственном университете.

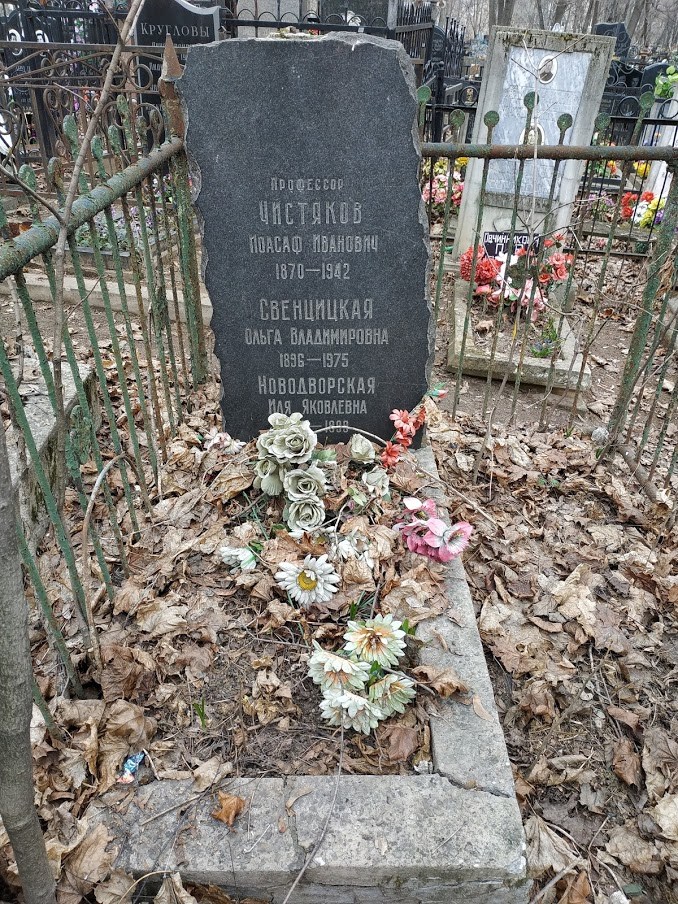

По состоянию здоровья он не смог во время войны эвакуироваться в Уфу и умер в Москве в 1942 году.
Похоронен на Преображенском кладбище. 
И. И. Чистяков — автор около 70 научных работ по важнейшим проблемам математики, её истории и методике. Основные труды: «Числовые суеверия» (1927), учебное пособие «Тригонометрия. Лекции» (1912), «Исчисление конечных разностей. Курс лекций» (1916). В круг его научных интересов входила также история математики и математического образования. Он — один из видных авторов журнала «Математика в школе» и ответственный редактор журнала «Математическое образование».

## Семья
Жена: Ольга Владимировна, урожд. Свенцицкая (1894—1975)
Дети:
- Николай — доктор технических наук
- Елена (1916—2000) — историк

- Дядя: Алексей Андреевич Чистяков (1 февраля 1846 — 25 апреля 1883) — магистр Московской духовной академии, преподаватель кафедр Курской духовной семинарии: словесности и логики (1870—1879), гомилетики, литургики и практического руководства (1879—1882), истории (с 1882). Похоронен на курском Всехсвятском кладбище[3]